# Wolfgang Erxleben
Wolfgang Erxleben (geboren 6. Februar 1911 in Charlottenburg; gestorben 1945) war ein deutscher Philosoph.  

## Leben
Wolfgang Erxleben war Sohn des Lehrers Otto Erxleben und der Jakobine Uthemann. Er machte das Abitur auf dem Herdergymnasium und studierte ab 1929 Germanistik, Anglistik, Pädagogik und Philosophie in Göttingen und Berlin. Erxleben trat nach der Machtübergabe an die Nationalsozialisten im Mai 1933 der SA und zum 1. desselben Monats der NSDAP bei (Mitgliedsnummer 3.017.562). 1934/35 war er Leiter des Referats Lehrerbildung der Deutschen Studentenschaft. Er wurde 1937 bei Alfred Baeumler mit einer Dissertation über Wilhelm Dilthey promoviert, Korreferent war Nicolai Hartmann. 
Erxleben wurde 1939 Mitarbeiter der Hauptstelle Wissenschaft im Amt Rosenberg. Im November 1942 wurde er zum Hauptstellenleiter befördert und wurde 1944 Leiter des Amts Wissenschaftsbeobachtung und -bewertung. 
Erxleben wurde im Februar 1945 zum Volkssturm eingezogen. Er wurde nach dem Krieg vom Amtsgericht Charlottenburg für tot erklärt. 

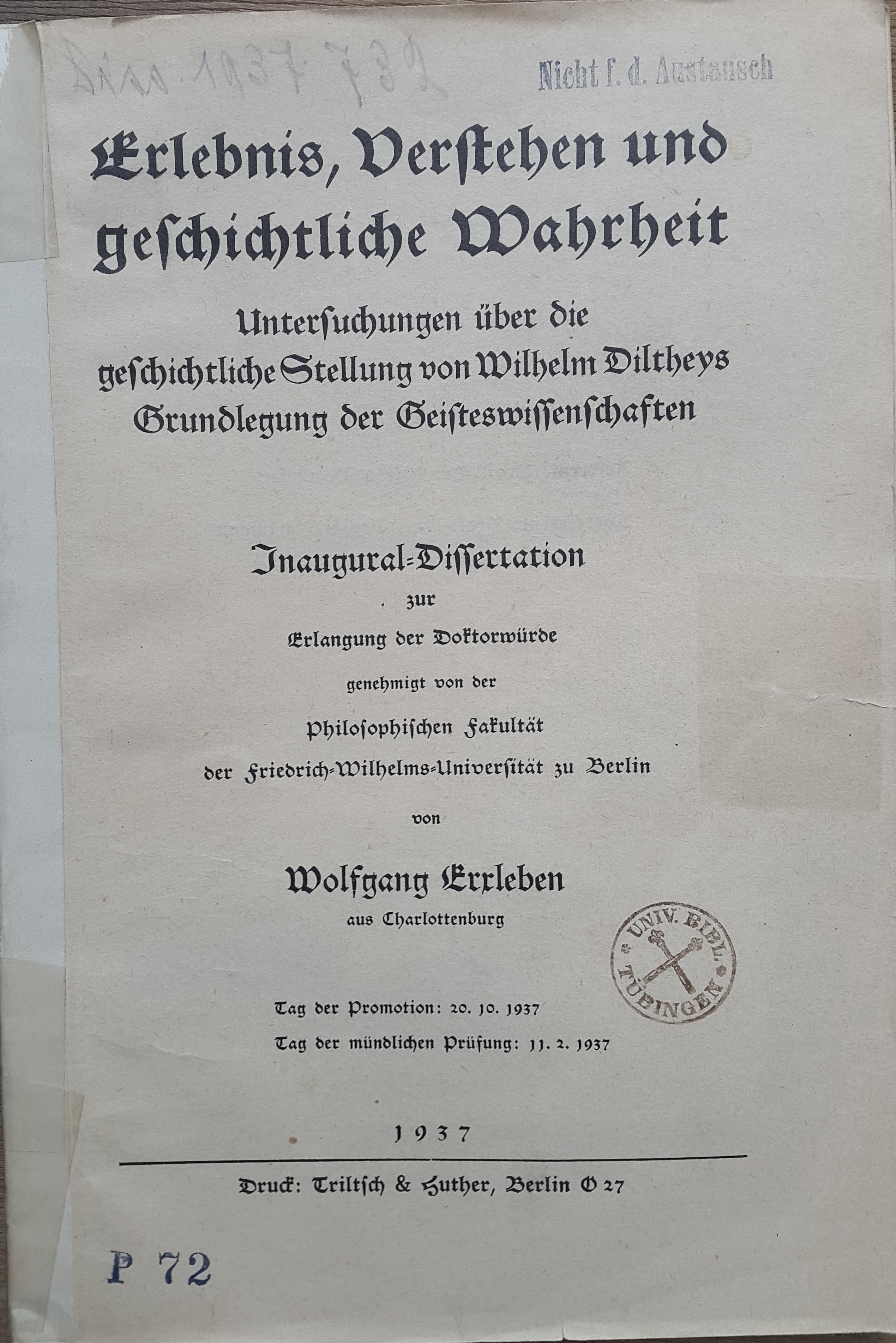
Dissertation (1937)

## Schriften
- Erlebnis, Verstehen und geschichtliche Wahrheit : Untersuchungen über die geschichtliche Stellung von Wilhelm Diltheys Grundlegung der Geisteswissenschaften. Berlin: Junker und Dünnhaupt, 1937